# 方紅霄
方紅霄，男，中華人民共和國軍事、政治人物、武警少將。

## 生平
歷任云南武警总队副司令員、武警西藏总队少将副司令員。